# Tifón Sudal
El tifón Sudal, conocido en Filipinas como tifón Cosme (designación internacional: 0401, designación JTWC: 03W), fue el tifón más fuerte que azotó la isla de Yap en los Estados Federados de Micronesia (EFM) en 50 años. Yap es una de las cuatro divisiones administrativas del Estados Federados de Micronesia. Toda la isla, de sólo 17 km (11 millas) de longitud, experimentó vientos con fuerza de tifón y el 90% de las estructuras resultaron dañadas o destruidas. Los daños fueron más graves en el sureste de Yap, donde la pared del ojo golpeó y los vientos superaron los 185 km/h (115 mph), pero el centro del tifón pasó al sur de la isla. 
El supertifón Sudal se formó originalmente el 2 de abril de 2004, en un área persistente de convección al este del Estados Federados de Micronesia. Se movió principalmente hacia el oeste durante la primera semana de su duración, con breves giros hacia el norte y el suroeste. Sudal alcanzó el estatus de tormenta tropical el 5 de abril y gradualmente se intensificó hasta convertirse en un tifón, que es un ciclón tropical con vientos de al menos 119 km/h (74 mph) y es el equivalente a un huracán en el Océano Atlántico. El 9 de abril pasó justo al sur de Yap y poco después sus vientos máximos se estimaron en 240 km/h (150 mph). Posteriormente, Sudal se desplazó hacia el noroeste y finalmente hacia el noreste, convirtiéndose en un ciclón extratropical el 16 de abril y disipándose dos días después.
Además de los daños en Yap, el tifón provocó fuertes lluvias en Chuuk, en los Estados Federados de Micronesia, donde se produjeron algunos daños menores a las cosechas. Sudal también rozó las islas estadounidenses de Guam y Rota con olas altas y lluvias ligeras, y luego se acercó mucho a la deshabitada isla japonesa de Iwo Jima. Los daños totales fueron de 14 millones de dólares (dólares de 2004, 16,1 millones de dólares de 2024), la mayor parte de los cuales se produjeron en Yap, aunque no se informaron víctimas mortales ni heridos graves.

## Historia meteorológica

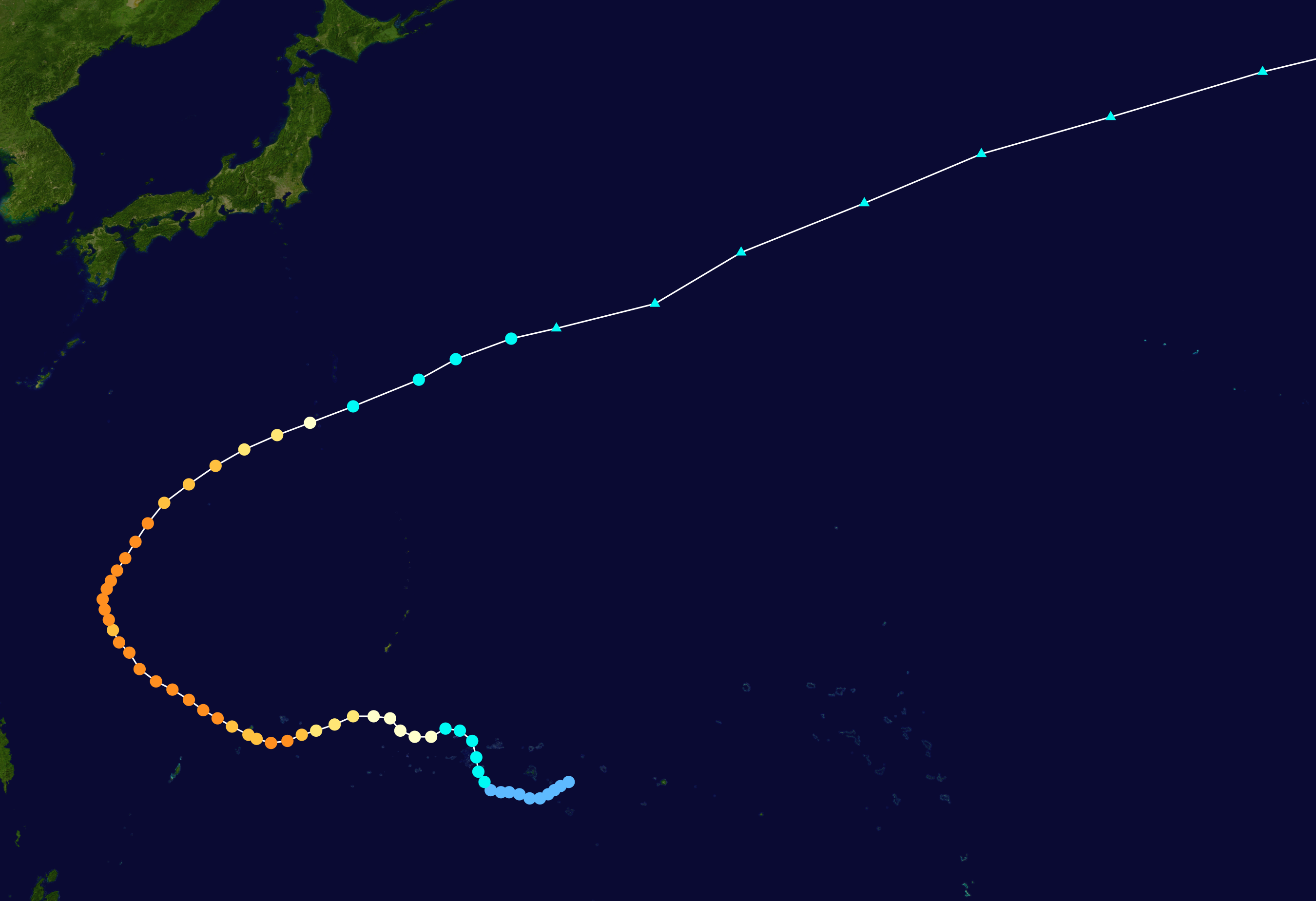
Mapa que traza la trayectoria y la intensidad de la tormenta, de acuerdo con la escala de huracanes de Saffir-Simpson

Los orígenes del tifón Sudal se originaron en un área persistente de convección, o tormentas eléctricas, al sureste de Pohnpei en los Estados Federados de Micronesia a fines de marzo de 2004. Inicialmente, estaba en un área de alta cizalladura del viento, que es el cambio en el viento. dirección con altura y es desfavorable para la ciclogénesis tropical. Las condiciones desfavorables disminuyeron gradualmente, lo que permitió que la convección aumentara en un amplio centro de circulación en desarrollo. El 2 de abril, la Agencia Meteorológica de Japón (JMA) clasificó el sistema como una depresión tropical débil cerca de Chuuk en el FSM. Más tarde se clasificó con la designación internacional de 0401, lo que significa que fue el primer ciclón tropical de 2004. El desarrollo lento continuó a medida que el sistema se movía lentamente hacia el oeste, y dos días después fue clasificado como depresión tropical Tres-W por el Centro Conjunto de Advertencia de Tifones (JTWC); Este fue el tercer ciclón tropical seguido por la agencia. Poco después, el Centro Conjunto de Advertencia de Tifones (JTWC) mejoró la depresión al estado de tormenta tropical, después de que la convección aumentó durante la circulación. Mientras se intensificaba constantemente, el sistema giró hacia el norte. El 5 de abril, la Agencia Meteorológica de Japón (JMA) nombró al sistema Sudal, después de evaluar sus vientos máximos sostenidos a 65 km/h. Al mismo tiempo, el Centro Conjunto de Advertencia de Tifones (JTWC) estimó vientos de 100 km/h. Después de cruzar la isla de Poluwat, una cresta de construcción al norte hizo que Sudal girara hacia el oeste-suroeste. El 6 de abril, comenzó a formarse un ojo, y el Centro Conjunto de Advertencia de Tifones (JTWC) mejoró Sudal a la fuerza del tifón a unos 540 km (340 millas) al sureste de Guam, una pequeña isla en posesión de los Estados Unidos. La Agencia Meteorológica de Japón (JMA) no siguió su ejemplo hasta el día siguiente, cuando el ojo se había vuelto más claro. Alrededor de ese tiempo, el tifón giró hacia el noroeste, e inicialmente se pensó que Sudal pasaría con seguridad al norte de Yap en el FSM. En cambio, giró hacia el oeste-suroeste hacia la isla cuando la cresta se intensificó. El 8 de abril, el tifón se intensificó rápidamente; el Centro Conjunto de Advertencia de Tifones (JTWC) reportó vientos de 215 km/h, o el equivalente de una categoría 4 en la escala de huracanes de Saffir-Simpson. Debilitándose ligeramente a medida que su movimiento hacia adelante se desaceleró, el tifón Sudal pasó unos 45 km (28 millas) al sur de Yap a las 00:00 UTC del 9 de abril, que era su aproximación más cercana a la isla.
La intensificación continuó durante todo el día el 9 de abril, con la aparición de paredes concéntricas en las imágenes satelitales; Tal característica es indicativa de un intenso ciclón tropical. A principios del 10 de abril, el Centro Conjunto de Advertencia de Tifones (JTWC) estimó que Sudal alcanzó vientos máximos de 240 km/h, convirtiendo al ciclón en un súper tifón. Al mismo tiempo, la Agencia Meteorológica de Japón (JMA) estimó vientos máximos de 165 km/h, así como una presión barométrica de 940 mbar (27.76 inHg). También ese día, Sudal ingresó al área de responsabilidad de advertencia de la Administración de Servicios Atmosféricos, Geofísicos y Astronómicos de Filipinas (PAGASA), que proporcionó el nombre de Cosme para los avisos locales. Durante varios días, el tifón continuó hacia el noroeste, fluctuando en intensidad pero manteniéndose poderoso. El 12 de abril, Sudal giró hacia el norte y el noreste a través de una debilidad en la cresta, y su ojo aumentó a un diámetro de aproximadamente 85 km (53 m). Al día siguiente, el tifón alcanzó una intensidad pico secundaria de 230 km/h, aunque posteriormente se debilitó gradualmente debido a una combinación de aumento de la cizalladura del viento en el nivel superior y temperaturas del agua más frías. Temprano el 15 de abril, Sudal pasó muy cerca de la isla japonesa deshabitada de Iwo Jima como un tifón que se debilita rápidamente; en ese momento, su centro de circulación estaba expuesto desde la convección más profunda. Poco después, tanto el Centro Conjunto de Advertencia de Tifones (JTWC) como el Agencia Meteorológica de Japón (JMA)  degradaron a Sudal al estado de tormenta tropical. A fines del 15 de abril, el Centro Conjunto de Advertencia de Tifones (JTWC) evaluó la tormenta como ciclón extratropical, aunque el Agencia Meteorológica de Japón (JMA) mantuvo las advertencias hasta el día siguiente. Como tormenta extratropical, Sudal continuó hacia el noreste hasta perder su identidad el 18 de abril, al este de Japón y al sur de las Islas Aleutianas.